# 목간

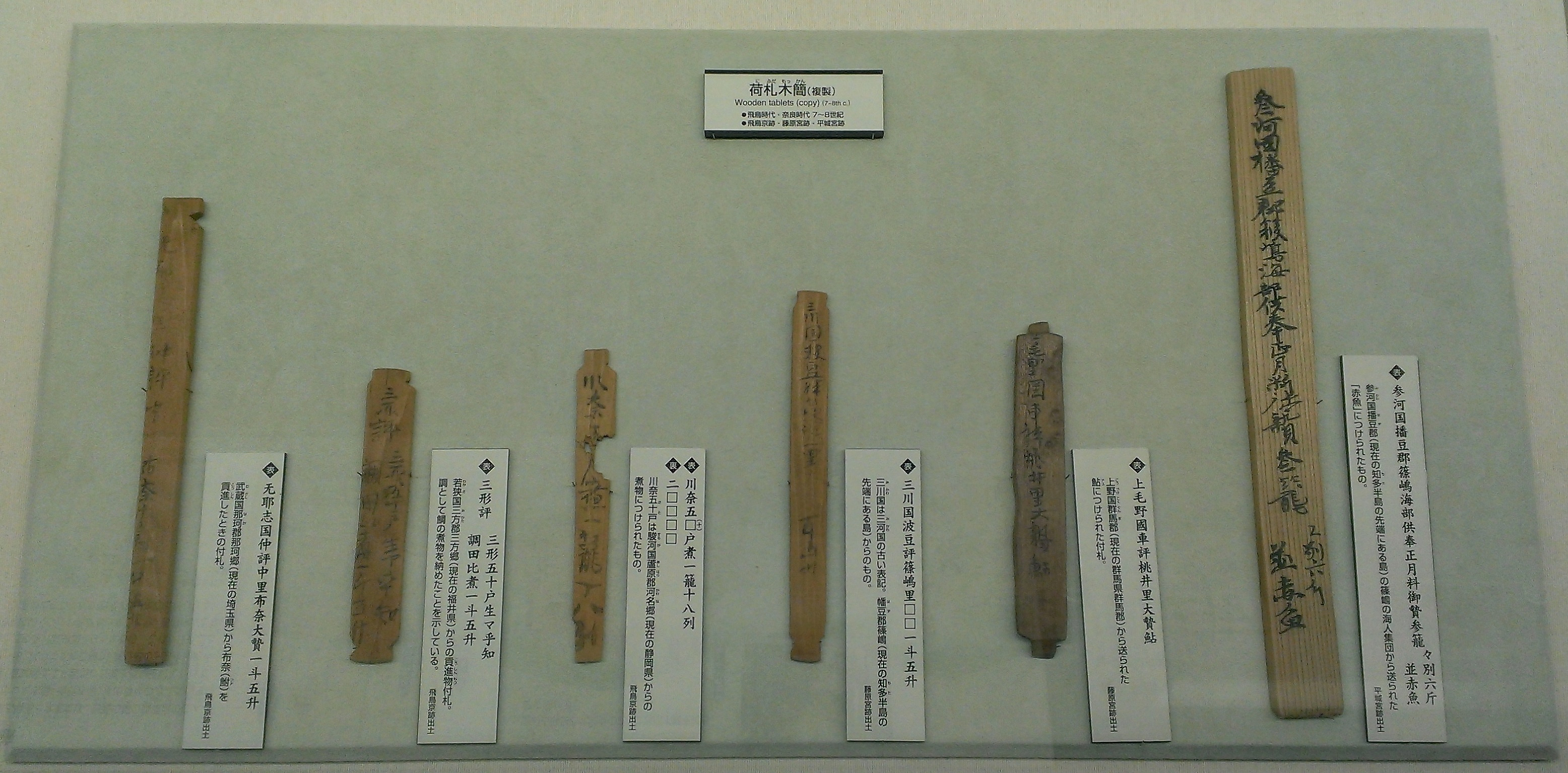

목간(木簡)은 문자를 기록하기 위해 일정한 모양으로 깎아 만든 나무 또는 대나무 조각이다. 주로 종이가 발명되기 이전 또는 널리 쓰이기 이전에 사용되었다. '목독'(木牘) 또는 '목첩'(木牒)으로도 불리었고, 대나무로 만든 죽간(竹簡)과 함께 사용되었다. 특히 목간과 죽간을 총칭하여 '간독'(簡牘)이라고 한다.
중국에서 20세기 초에 처음 발견된 이래, 서쪽 감숙성 지방에서 군사적 내용을 적은 것이, 다른 지역에서는 주로 무덤에서 목간이 발견되고 있다. 일본에서는 1920년대 최초로 발견되어 현재까지 약 20만 점이 출토되었으며, 8세기 나라시대의 왕궁이었던 평성궁(平成宮)같은 궁궐터에서 많은 양이 나왔다. 한국에서는 1975년 경주 안압지 발굴 조사에서 처음 출토된 이후 현재까지 약 500여 점이 출토되었다. 신라권(경주, 함안, 창녕, 김해)에서 출토되었고, 백제권의 부여, 익산 지역 등에서도 출토되었다.

## 목간 발굴지
- 경주 안압지
- 경주 월성 해자
- 경주 황남동 376번지 유적
- 국립경주박물관 부지 내 유적
- 하남 이성산성
- 부여 궁남지
- 부여 쌍북리 유적
- 부여 능산리사지
- 부여 관북리 유적
- 함안 성산산성
- 김해 봉황동 유적
- 익산 미륵사지
- 인천 계양산성
- 태안 마도 해역의 마도3호선

## 같이 보기
- 금석문
- 죽간